# Том Грейс
Том Грейс (на английски: Tom Grace) е американски писател на бестселъри в жанра научно-технически трилър.

## Биография и творчество
Томас „Том“ Мартин Грейс е роден на 26 юли 1962 г. в Детройт, Мичиган, САЩ. В периода 1976-1980 г. учи в Католическата гимназия в Детройт.
Завършва Мичиганския университет с бакалавърска степен през 1984 г. и магистърска степен по архитектура през 1986 г. Работи като архитект на частна практика. Дейността му варира от малки реконструкции на къщи до големи градски проекти за корпоративни клиенти в Чикаго и Лондон. Голяма част от работата му е свързана с научни и инженерни изследвания на съоръжения, и на авангардни технологии, които впоследствие намират отражение в творбите му.
Започва да пише в свободното си време. Първият му трилър „Мрежата на Спайдър“ от поредицата „Нолън Килкъни“ е публикуван самостоятелно от него през 1997 г. Разпространява го сам по книжарниците, в резултат, на което привлича вниманието и съдействието на водещи писатели. Главен герой на поредицата е бившият морски пехотинец Нолън Килкъни имащ силни връзки с католическата църква. Занимаващ се с рисков бизнес той живее върха на науката и високите технологии на място, където иновативни идеи обещават несметно богатство, а алчността и жаждата за власт най-често се съчетават с летален ефект. Килкъни прави разследвания по целия свят, за да обезвреди различни опасни схеми с катастрофални последици. Въпреки общия за поредицата герой всеки роман има самостоятелен сюжет.
Следващите му романи „Квантова мрежа“, „Зловеща паяжина“ и „Операция Хищна птица“ утвърждават автора като част от водещите писатели на трилъри. Произведенията му често са в списъците на бестселърите. Те са преведени на 8 езика и са издадени в над 25 страни по света.
Член е на Международната асоциация на писателите на трилъри.
В периода 2004-2011 г. е ръководител на проект във фирмата „Лорд Aeck Сарджънт“. От май 2011 г. до февруари 2014 г. работи със собствената си фирма „Грейс Архитектюр“. От март 2014 г. е архитект към фирмата „SmithGroupJJR“ в Детройт.
Том Грейс живее със съпругата си, Кати, и петте си деца, в къщата, която сам е проектирал, в Декстър, Мичиган.

## Произведения

### Самостоятелни романи
- The Liberty Intrigue (2012)

### Серия „Нолън Килкъни“ (Nolan Kilkenny)
1. Мрежата на Спайдър, Spyder Web (1997)
2. Квантова мрежа, Quantum Web (2000) – издадена и като „Quantum“
3. Зловеща паяжина, Twisted Web (2003) – издадена и като „Twisted Pair / Polar Quest“
4. Операция Хищна птица, Bird of Prey (2004)
5. The Secret Cardinal (2007)
6. Undeniable (2017)